# マルコ・グリュル
マルコ・グリュル （Marco Grüll, 1998年7月6日 - ）は、オーストリア・ザルツブルク州シュヴァルツァッハ・イム・ポンガウ出身のサッカー選手。ブンデスリーガ・ヴェルダー・ブレーメン所属。ポジションはFW。

## クラブ経歴
2013年に15歳で地域リーグでプロデビューし、2015年から3部リーグでゴールを量産していたところで、2019年1月にSVリート2021年6月までの契約に合意。2部リーグでもゴールを量産し、2021年2月にはSKラピード・ウィーンに移籍。移籍3年目の2023-24シーズンは13ゴールを決めた。
2024年2月5日、ヴェルダー・ブレーメンへの移籍がきまり、2024-25シーズンからの加入が発表。同年3月31日のTSVハルトベルク戦では、自身初のハットトリックを達成した。

## 代表経歴
2019年よりユース世代のオーストリア代表でプレーし、2021年10月に2022 FIFAワールドカップ・ヨーロッパ予選に向けてのフル代表に初招集。13日のデンマーク戦で、後半38分に起用され、代表デビュー。2024年にはUEFA EURO 2024の代表にも選出された。